# Vilayet di Beirut
Il vilayet di Beirut (in turco ottomano: ولايت بيروت Vilâyet-i Beirut, in turco moderno: Beyrut Vilayeti), fu una provincia dell'Impero ottomano, nell'area dell'attuale città di Beirut.

## Storia
Costituito dopo le riforme amministrative di metà Ottocento, il vilayet di Beirut venne costituito sulle aree costiere del vilayet di Siria nel 1888 in riconoscimento della nuova importanza che iniziò a ricoprire come città commerciale la locale Beirut nella seconda metà del XIX secolo.

## Geografia antropica

### Suddivisioni amministrative
I sangiaccati del Vilayet di Beirut XIX secolo erano:
1. Sangiaccato di Beirut
2. Sangiaccato di Acri
3. Sangiaccato di Laodicea
4. Sangiaccato di Nablus